# Versandete Kirche

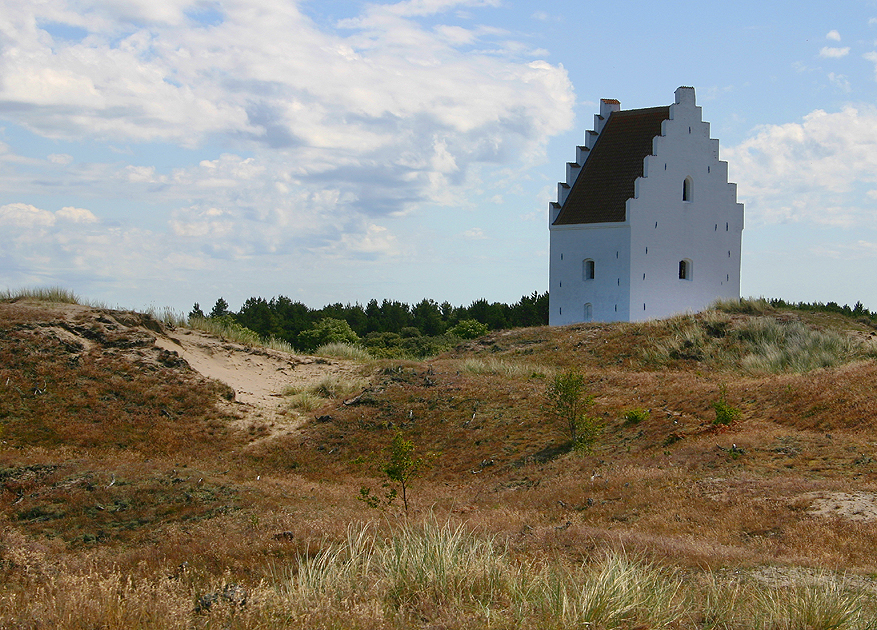
Der weiß getünchte Turm der versandeten Kirche (2004)

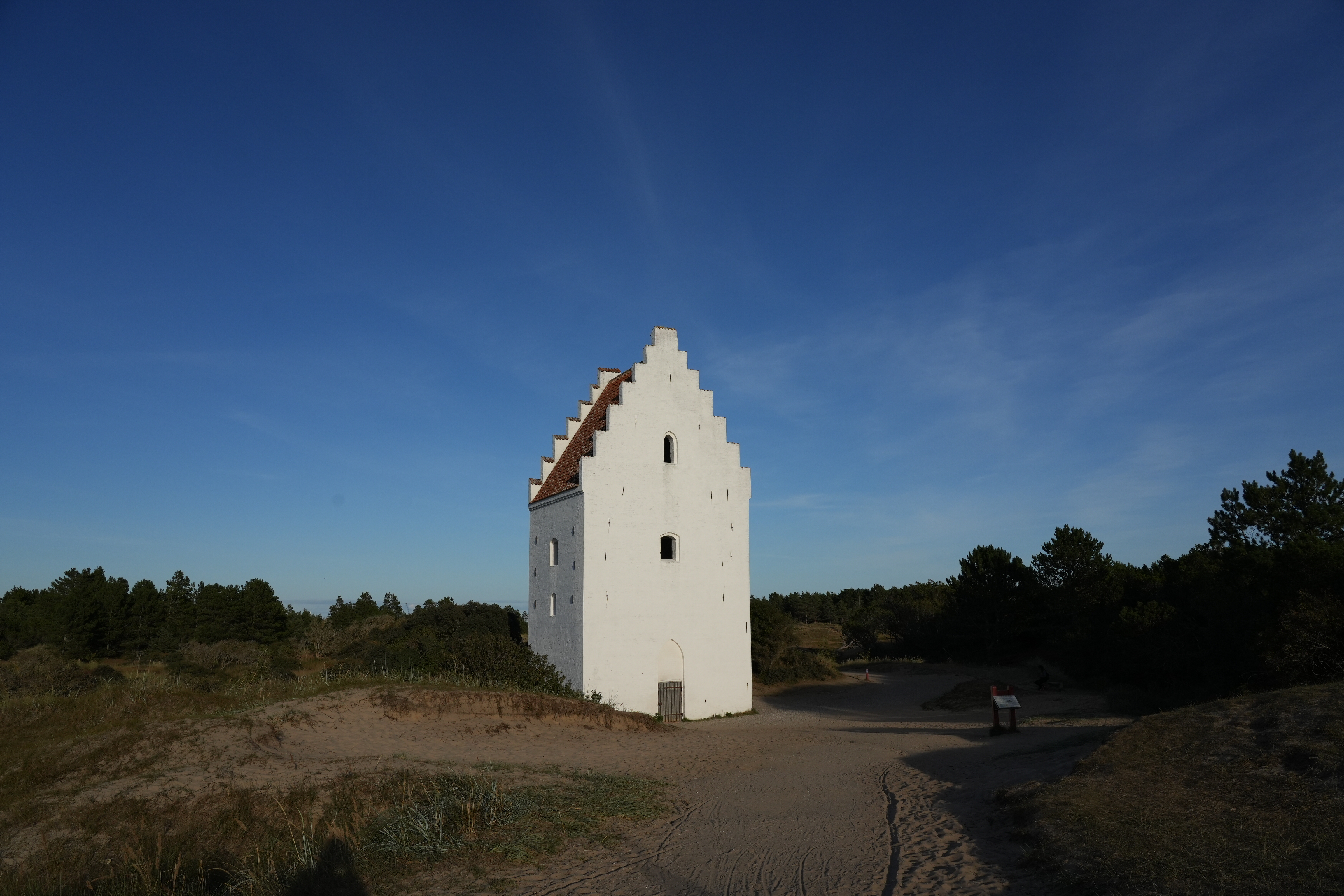
Die versandete Kirche (2022)

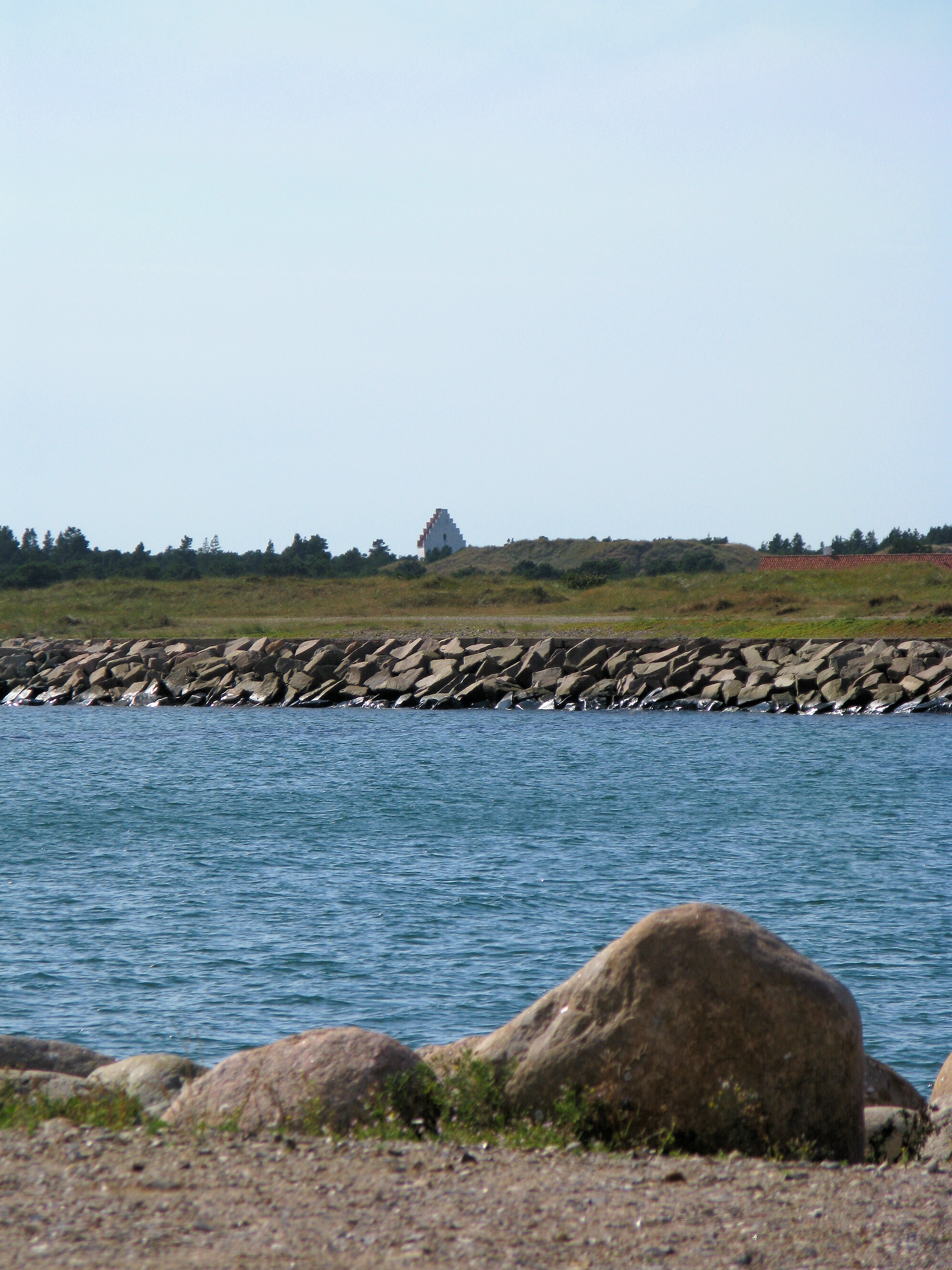
Der Kirchturm diente im 19. Jahrhundert als Navigationshilfe für die Schifffahrt.

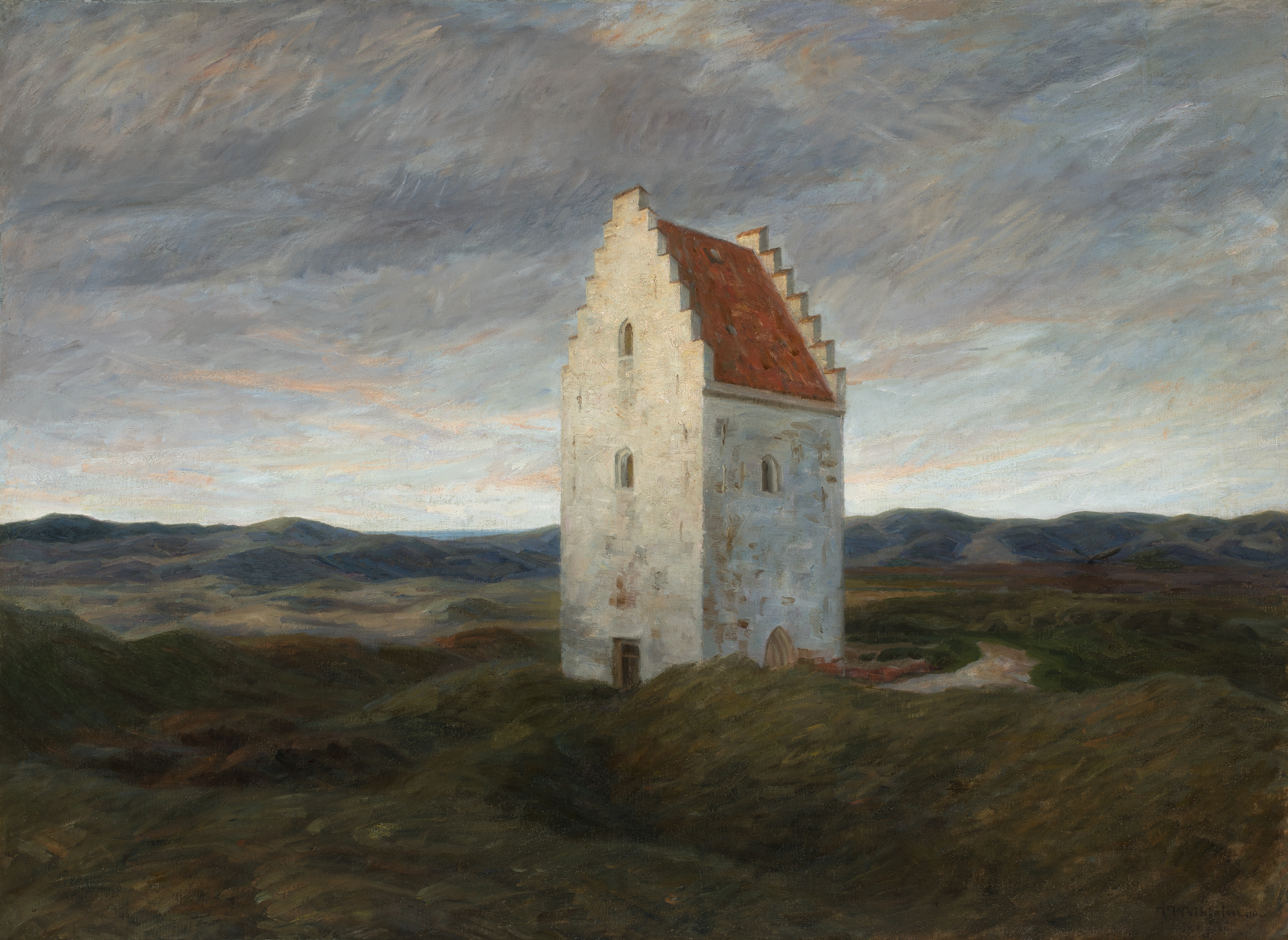
Gemälde der Skagener Kirche von Johannes Wilhjelm mit dem Originaltitel Skagens gamle kirke (1910, Skagens Museum).

Die versandete Kirche St. Laurentius (dän. den tilsandede kirke) ist eine vielbesuchte Sehenswürdigkeit südwestlich von Skagen im nördlichen Jütland, Dänemark. Aufgrund starker Versandung wurde das Kirchenschiff 1805 abgerissen. Der Kirchturm blieb jedoch – zunächst als Seezeichen – erhalten und kann besichtigt werden.
Im Sommerquartal finden Gottesdienste unter freiem Himmel statt.

## Der ursprüngliche Bau
Die dem heiligen Laurentius geweihte Skagener Kirche  wurde gegen Ende des 13. Jahrhunderts aus Backstein errichtet. Es wurden Ziegel im Klosterformat verbaut, also größere als später üblich, die aus den Niederlanden und Lübeck, vielleicht sogar aus Schottland importiert wurden. Das gotische Langschiff erhielt Staffelgiebel, eine Sakristei, Vorhalle und Deckengewölbe. Der die Kirche umgebende Friedhof war mit einer Ziegelmauer umfriedet.
Mit 38 Kirchenbänken war die Kirche damals die größte in Vendsyssel. Auch ein spätgotischer Altar mit schmiedeeisernem Gitter gehörte zur Ausstattung.

## Versandung
Skagen zählte zur Zeit des heftigen Sandtreibens rund 2.500 Einwohner. Zur Zeit der Erbauung lag die Kirche noch inmitten von Äckern und Wiesen. Um 1770 erreichten die Wanderdünen die Kirche und sammelte sich zunächst an der Friedhofsmauer. Nach einem heftigen Sturm im Mai 1775 mit starker Sandflucht im Westen nahm der Flugsand derart zu, dass der Eingang der Kirche nur noch durch nahezu ständiges Sandschaufeln freigehalten werden konnte. 1795 gab die Gemeinde die Kirche schließlich auf. Das Kirchenschiff wurde 1810 abgerissen, auf königlichen Erlass hin wurde der Turm jedoch als Seezeichen bewahrt. Für eine bessere Sichtbarkeit wurde er weiß getüncht. 1816 übernahm das Leuchtfeueramt den Turm. Seit 1903 steht er unter Denkmalschutz und wird vom Nationalmuseum betreut. Unter dem Sand befinden sich vermutlich noch der Fußboden der Kirche und Grabplatten kirchlicher und weltlicher Würdenträger. Bei Vermessungen 1995 wurden das Kirchenschiff, die Sakristei und der Kirchhof lokalisiert und durch Markierungen sichtbar gemacht.

## Verbleib des Inventars
Die Kirchengemeinde konnte sich nach dem Abbruch der versandeten Kirche zunächst kein neues Kirchengebäude leisten. 1810 wurde daher der größte Teil des Inventars versteigert. Nur wenige Teile konnten in späteren Jahren lokalisiert werden: Das Votivschiff im Dom zu Århus stammt vermutlich von hier. Zwei Leuchter, das Taufbecken und eine Glocke befinden sich in Skagens neuer Kirche von 1841. Die abgebrochenen Steine wurden in Skagener Wohnhäusern verbaut, z. B. in der Villa des Malers Laurits Tuxen.

## In der Literatur
Hans Christian Andersen besuchte die Kirche im August 1859 und verdichtete seine Eindrücke zur Erzählung „Eine Geschichte aus den Sanddünen“ (En Historie fra Klitterne, 1859).
Jean-Paul Dubois widmet der Kirche das zweite Kapitel in seinem Roman „Jeder von uns bewohnt die Welt auf seine Weise“ (2019, dt. 2020).